# Playing with Fire (Kevin Federline)
Playing with Fire è il primo e unico album in studio del rapper statunitense Kevin Federline, pubblicato nel 2006. I critici musicali hanno bocciato a tal punto l'album, che esso è considerato l'album peggiore della storia offerto al grande pubblico.

## Tracce
1. Intro – 0:57
2. The World Is Mine – 2:43
3. America's Most Hated – 3:42
4. Snap – 3:54
5. Lose Control – 3:36
6. Dance with a Pimp (featuring Ya Boy) – 3:50
7. Privilege (featuring Bosko) – 3:59
8. Crazy (featuring Britney Spears) – 3:23
9. A League of My Own – 3:35
10. Playing with Fire – 4:48
11. Interlude – 0:56
12. Caught Up – 3:47
13. Kept on Talkin' – 10:36